# Jan Ruiter
Jan Ruiter (Enkhuizen, 1946. november 24. –) Európa-bajnoki bronzérmes holland labdarúgó, kapus, edző.

## Pályafutása

### Klubcsapatban
1967 és 1971 között az FC Volendam kapusa volt. 1971 és 1985 között Belgiumban játszott. Először az Anderlecht labdarúgója volt hat idényen át. Két bajnoki címet és négy belga kupa győzelmet ért el a csapattal. Tagja volt az 1975–76-os KEK győztes és az 1976-os UEFA-szuperkupa győztes csapatnak is. 1977 és 1983 között a Molenbeek, 1983–84-ben a Beerschot, 1984–85-ben a Royal Antwerp játékosa volt. 1985-ben fejezte be az aktív labdarúgást.

### A válogatottban
1976-ban egy alkalommal szerepelt a holland válogatottban. Tagja volt az 1976-os Európa-bajnoki bronzérmes csapatnak.

### Edzőként
1989-ben a Berchem vezetőedzője volt.

## Sikerei, díjai
Hollandia
- Európa-bajnokság
  - bronzérmes: 1976, Jugoszlávia

 Anderlecht
- Belga bajnokság
  - bajnok: 1971–72, 1973–74
- Belga kupa
  - győztes: 1972, 1973, 1975, 1976
- Kupagyőztesek Európa-kupája (KEK)
  - győztes: 1975–76
  - döntős: 1976–77
- UEFA-szuperkupa
  - győztes: 1976

## Statisztika

### Mérkőzése a holland válogatottban
| Hollandia | Hollandia           | Hollandia                   | Hollandia | Hollandia | Hollandia | Hollandia    | Hollandia | Hollandia |
| #         | Dátum               | Helyszín                    | Hazai     | Eredmény  | Vendég    | Kiírás       | Gólok     | Esemény   |
| --------- | ------------------- | --------------------------- | --------- | --------- | --------- | ------------ | --------- | --------- |
| 1.        | 1976. szeptember 8. | Reykjavík, Laugardalsvöllur | Izland    | 0 – 1     | Hollandia | vb-selejtező | -         |           |
|           | Összesen            |                             |           | 1         | mérkőzés  |              | 0         | gól       |